# María Santos
María Santos (1899 - 23 de diciembre de 1949) fue una actriz que nació en España, donde a muy temprana edad se inició en el teatro. Emigrada a la Argentina desarrolló una extensa carrera en el cine en papeles de sostén. Iniciando su carrera cinematográfica a los 35 años.

## Actividad profesional
Debutó en La fuga dirigida por Luis Saslavsky y trabajó después en muchas películas mostrando sus extraordinarias dotes para la comedia. Representó con frecuencia a solteronas pudorosas pero simpáticas -un papel paradigmático en ese sentido es el de la señorita Baigorria en Maestro Levita (1938). Apareció también representando a una mujer sexy y glamorosa en Nace un amor (1938) e incluso cantando como en La casta Susana (1944) y en La serpiente de cascabel (1948). Se recuerdan además como trabajos destacables los cumplidos en La trampa y en La doctora quiere tangos, ambas de 1949.

## Teatro
El 2 de enero de 1936 actuó en la obra teatral La dama, el caballero y el ladrón con su marido Olimpio Bobbio y los actores Eva Duarte, Irma Córdoba, Pascual Pelliciotta, Francisco Bastardi, Herminia Franco, Chela Suárez, Margarita Tapia, Adolfo Pisano, Simplicio Álvarez y el propio director de la obra José Franco. En 1945 trabaja para la "Compañía Nacional de Comedia de Gloria Guzmán - Juan Carlos Thorry" con las obras Mi marido es un león, Al marido hay que seguirlo y María la famosa, en el Teatro Artigas de Uruguay.

## Vida personal
Estuvo casada con el también primer actor Olimpio Bobbio. Era la cuñada de Cunill Cabanellas, esposo de su hermana Isabel Santos.

## Tragedia y fallecimiento
María Santos falleció junto a su marido Olimpio el 23 de diciembre de 1949 a raíz de un accidente de tránsito a la altura del kilómetro 355 del camino de Buenos Aires a Mar del Plata, al chocar su automóvil particular de frente con un microómnibus proveniente de Mar de Ajó. Junto a los actores resultaron otras personas heridas de poca importancia.

## Filmografía
Intervino en las siguientes películas:
Actriz
- Madre Alegría (1950)
- El ladrón canta boleros (1950)
- Pies descalzos (1950)
- La trampa (1949) …Srta. Martín
- La doctora quiere tangos (1949)
- Miguitas en la cama (1949)
- Rodríguez, supernumerario (1948)
- Historia de una mala mujer (1948)
- La serpiente de cascabel (1948) .... Vicedirectora
- La gran tentación (1948)
- El misterioso tío Sylas (1947) …Mary
- El retrato (1947)
- Lauracha (1946)
- Las seis suegras de Barba Azul (1945)
- La casta Susana (1944)
- La importancia de ser ladrón (1944)
- Siete mujeres (1944)
- Las sorpresas del divorcio (1943)
- El espejo (1943)
- Casi un sueño (1943)
- Los hijos artificiales (1943)
- Los ojos más lindos del mundo (1943)
- Stella (1943)
- En el viejo Buenos Aires (1942)
- Cada hogar un mundo (1942)
- Locos de verano (1942)
- Su primer baile (1942)
- Tú eres la paz (1942)
- Canción de cuna (1941)
- Hay que casar a Ernesto (1941)
- La maestrita de los obreros (1941)
- Melodías de América (1941)
- El hijo del barrio (1940)
- ...Y los sueños pasan (1939)
- Margarita, Armando y su padre (1939) .... Julia
- Hermanos (1939)
- Nativa (1939)
- El diablo con faldas (1938)
- Maestro Levita (1938) .... Señorita Baigorria
- Nace un amor (1938)
- La fuga (1937) …María Luisa